# Élection cantonale de 1901 dans le canton de Gravelines
Les élections cantonales dans le canton de Gravelines se déroulent le 21 juillet 1901.

## Canton
Le canton de Gravelines est composé en 1901 des communes suivantes : Craywick, Grand-Fort-Philippe, Gravelines, Loon-Plage et Saint-Georges-sur-l'Aa.

## Contexte
Auguste Demarle-Fetel, ancien maire de Gravelines se représente pour un nouveau mandat. Face à Charles Valentin (PRRRS).

## Résultats[1]
- Conseiller général sortant : Auguste Demarle-Fetel (Républicain)

| Candidat                    | Candidat               | Parti          | Premier tour | Premier tour | Second tour | Second tour |
| Candidat                    | Candidat               | Parti          | Voix         | %            | Voix        | %           |
| --------------------------- | ---------------------- | -------------- | ------------ | ------------ | ----------- | ----------- |
|                             | Auguste Demarle-Fetel* | Républicain    | 1 009        | 55,37        |             |             |
|                             | Charles Valentin       | PRRRS          | 813          | 44,62        |             |             |
| Inscrits                    | Inscrits               | Inscrits       | 3 181        | 100,00       |             |             |
| Abstentions                 | Abstentions            | Abstentions    | 1 345        | 42,28        |             |             |
| Votants                     | Votants                | Votants        | 1 836        | 57,71        |             |             |
| Blancs et nuls              | Blancs et nuls         | Blancs et nuls | 14           | 0,76         |             |             |
| Exprimés                    | Exprimés               | Exprimés       | 1 822        | 99,23        |             |             |
| *Conseiller général sortant |                        |                |              |              |             |             |